# Dede Koswara
Dede Koswara (ur. ok. 1971, zm. 30 stycznia 2016) – Indonezyjczyk znany jako człowiek drzewo, ze względu na stwierdzoną u niego epidermodysplasia verruciformis (rzadką chorobę skóry o podłożu genetycznym).

## Życiorys
Cierpiał na epidermodysplasie verruciformis, wywołaną przez wirus brodawczaka ludzkiego, która spowodowała wykształcenie się na jego ciele narośli przypominających korę drzewa. Pierwsze objawy choroby pojawiły się u niego w okresie młodzieńczym. Ze względu na chorobę Koswara nie mógł między innymi podjąć pracy zarobkowej oraz został porzucony przez żonę. Jego przypadkowi poświęcono odcinek serialu dokumentalnego telewizji Discovery Channel oraz TLC pt. Extraordinary People oraz, w 2008, odcinek serialu dokumentalnego Medical Mystery telewizji ABC, pt. „Tree Man”. 
26 sierpnia 2008 Dede przeszedł pionierską operację usunięcia sześciu kilogramów narośli z powierzchni swojego ciała; jednak w ciągu kilku lat odrosły one, powodując u niego depresję. W ostatnim okresie życia cierpiał na zapalenie wątroby i żołądka, co było przyczyną jego śmierci.